# Filmographie d'Heather Locklear
 (avril 2019).
Si vous disposez d'ouvrages ou d'articles de référence ou si vous connaissez des sites web de qualité traitant du thème abordé ici, merci de compléter l'article en donnant les références utiles à sa vérifiabilité et en les liant à la section « Notes et références ».
Heather Locklear est une actrice américaine connue pour avoir joué à la télévision le rôle d'Amanda Woodward dans Melrose Place (1993-1999), le rôle de Sammy Jo Reece dans Dynastie (1982-1989) et le rôle de Caitlin Moore dans Spin City (1999-2002).
Au cinéma, elle a notamment joué dans L'Homme parfait (2005) et Les Looney Tunes passent à l'action (2003).
Locklear a reçu six nominations de la meilleure actrice aux Golden Globes entre 1994 et 2002 pour ses prestations dans Melrose Place et Spin City. Elle a remporté le prix de la plus mauvaise actrice aux Razzie Awards en 1990 pour son rôle dans La Créature du lagon : Le Retour.

## Cinéma
Heather Locklear a commencé sa carrière cinématographique en 1984 avec l'adaptation du roman de Stephen King, Charlie. A cette date, elle a joué dans douze films.
| Titre                                     | Année | Rôle                    | Réalisateur    | Notes            | Studio                  | Co-star         | Box-Office      |
| ----------------------------------------- | ----- | ----------------------- | -------------- | ---------------- | ----------------------- | --------------- | --------------- |
| Charlie                                   | 1984  | Vicky McGee             | Mark L. Lester | Rôle secondaire  | Universal               | Drew Barrymore  | $17,1 millions  |
| La Créature du lagon : Le Retour (limité) | 1989  | Abby Arcane             | Jim Wynorski   | Rôle principal   | Lightyear Entertainment | Louis Jourdan   | $0,19 million   |
| Wayne's World 2                           | 1993  | Son propre rôle         | Stephen Surjik | Apparition       | Paramount               | Mike Myers      | $48,2 millions  |
| Le Club des ex                            | 1996  | L'épouse de Gil Griffin | Hugh Wilson    | Non créditée     | Paramount               | Diane Keaton    | $181,5 millions |
| Argent comptant                           | 1997  | Grace Cipriani          | Brett Ratner   | Rôle secondaire  | New Line                | Charlie Sheen   | $48,4 millions  |
| Double frappe                             | 1997  | Agent Katherine Hanson  | Greg Yaitanes  | Rôle principal   | HBO                     | Stephen Rea     |                 |
| Filles de bonne famille                   | 2003  | Roma Schleine           | Boaz Yakin     | Rôle secondaire  | MGM                     | Brittany Murphy | $44,6 millions  |
| Les Looney Tunes passent à l'action       | 2003  | Dusty Tails             | Joe Dante      | Rôle secondaire  | Warner Bros.            | Brendan Fraser  | $47,5 millions  |
| L'Homme parfait                           | 2005  | Jean Hamilton           | Mark Rosman    | Rôle principal   | Universal               | Hilary Duff     | $19,7 millions  |
| Game of Life (direct en vidéo)            | 2007  | Irene                   | Joseph Merhi   | Inédit en France | Mesquite                | Tom Sizemore    |                 |
| Flying By (direct en vidéo)               | 2009  | Pamela                  | Jim Amatulli   | Inédit en France | Arte                    | Billy Rae Cyrus |                 |
| Scary Movie V                             | 2013  | Barbara Morgan          | Malcolm D. Lee | Rôle secondaire  | Dimension Films         | Ashley Tisdale  | $78,3 millions  |

## Télévision

### Actrice
Locklear a tenu un rôle régulier dans sept séries télévisées entre 1981 et 2013, Dynastie, Hooker, Going Places, Melrose Place, Spin City, LAX et Franklin & Bash.
| Titre                              | Années    | Rôle                          | Créateur                           | Notes                                       | Network             |
| ---------------------------------- | --------- | ----------------------------- | ---------------------------------- | ------------------------------------------- | ------------------- |
| Chips                              | 1980      | Une adolescente               | Rick Rosner, Paul Playdon          | Saison 4, épisode 7                         | NBC                 |
| 240-Robert                         | 1981      | Jean                          | Rick Rosner                        | Saison 2, épisode 3                         | ABC                 |
| Huit, ça suffit !                  | 1981      | Ingrid                        | William Blinn                      | Saison 5, épisode 17                        | ABC                 |
| Dynastie                           | 1981-1989 | Sammy Jo Carrington           | Esther Shapiro, Richard Shapiro    | Saisons 2-9, 123 épisodes                   | ABC                 |
| L'homme qui tombe à pic            | 1982-1983 | June Edwards/Page Connally    | Glen A. Larson                     | Saison 1, épisode 22 / Saison 2, épisode 23 | ABC                 |
| Hooker                             | 1982-1986 | Officier Stacy Sheridan       | Rick Husky                         | Saisons 2-5, 84 épisodes                    | ABC/CBS             |
| Matt Houston                       | 1982      | Cindy McNichol                | Lawrence Gordon                    | Saison 1, épisode 2                         | ABC                 |
| L'Île fantastique                  | 1982      | Lorraine Wentworth            | Gene Levitt                        | Saison 6, épisode 8,                        | ABC                 |
| Bizarre, bizarre                   | 1983      | Pat Ward                      | Roald Dahl                         | Saison 6, épisode 13                        | ITV                 |
| Hôtel                              | 1983      | Miranda Hardwick              | John Furia, Barry Oringer          | Saison 1, épisode 2,                        | ABC                 |
| La Croisière s'amuse               | 1983      | Patti Samuels                 | Wilford Lloyd Baumes               | Saison 7, épisode 4,                        | ABC                 |
| Going Places                       | 1990-1991 | Alexandra Burton              | Robert Griffard, Howard Adler      | Saison 1, 19 épisodes,                      | ABC                 |
| Batman (animé)                     | 1992      | Lisa Clark                    | Bruce Timm, Paul Dini              | Saison 1, épisode 22 (voix)                 | FOX Kids            |
| Melrose Place                      | 1993-1999 | Amanda Woodward               | Darren Star                        | Saisons 1-7, 205 épisodes                   | FOX, TF1            |
| Duckman                            | 1995      | America                       | Everett Peck                       | Saison 2, épisode 5                         | USA                 |
| Hercule (animé)                    | 1998      | Nymphe                        | Edward Zwick                       | Saison 1, épisode 21 (voix)                 | ABC                 |
| Spin City                          | 1999-2002 | Caitlin Moore                 | Gary David Goldberg, Bill Lawrence | Saisons 4-6, 71 épisodes                    | ABC, Canal+         |
| Les Rois du Texas (animé)          | 2000      | Peggy Donovan                 | Greg Daniels, Mike Judge           | Saison 4, épisode 11 (voix)                 | FOX                 |
| Drew Carey Show                    | 2000      | Son propre rôle               | Drew Carey, Bruce Helford          | Saison 6, épisode 5,                        | ABC                 |
| Ally McBeal                        | 2002      | Nicole Naples                 | David E. Kelley                    | Saison 5, épisode 18                        | FOX, M6             |
| Scrubs                             | 2002      | Julie Keaton                  | Bill Lawrence                      | Saison 2, épisodes 7-8,                     | NBC                 |
| Mon Oncle Charlie                  | 2004      | Laura Lang                    | Lee Aronsohn, Chuck Lorre          | Saison 1, épisode 21                        | CBS                 |
| LAX                                | 2004-2005 | Harley Random                 | Nick Thiel                         | Saison 1, 13 épisodes                       | NBC, M6             |
| Boston Justice                     | 2006      | Kelly Nolan                   | David E. Kelley                    | Saison 2, épisodes 1-2                      | ABC                 |
| Leçons sur le mariage              | 2007      | Barbara                       | Tom Hertz                          | Saison 2, épisodes 2, 7                     | CBS                 |
| Hannah Montana                     | 2007      | Heather Truscott              | R.Correll, B.O'Brien, M.Poryes     | Saison 2, épisode 19                        | Disney Channel      |
| Melrose Place: nouvelle génération | 2009-2010 | Amanda Woodward               | Todd Slavkin, Darren Swimmer       | Saison 1, 8 épisodes,                       | CW, M6              |
| Hot in Cleveland                   | 2012-2013 | Chloe Powell                  | Suzanne Martin                     | Saison 4, épisodes 1-2, 6                   | TV Land, Série Club |
| Franklin & Bash                    | 2013      | Rachel King                   | Bill Chais, Kevin Falls            | Saison 3, 10 épisodes,                      | TNT                 |
| Too Close to Home                  | 2016-2017 | First Lady Katelynn Christian | Tyler Perry                        | Saisons 1-2,                                | TLC                 |
| Bienvenue chez les Huang           | 2017      | Sarah Ellis                   | Nahnatchka Khan                    | Saison 3, épisode 14                        | ABC, W9             |

### Productrice
- 1998-1999 : Melrose Place (série télévisée, coproductrice, FOX)[63]
- 2004-2005 : LAX (série télévisée, productrice, NBC)

### Culture populaire
- 2015 : Les dessous de Melrose Place, incarnée par Ciara Hanna
- 2019 : The Dirt, incarnée par Rebekah Graf

### Pilotes non diffusés
- 1992 : Have Mercy (série télévisée, CBS)[64]
- 2003 : Once Around The Park (série, NBC)[65]
- 2006 : Women of a Certain Age (série télévisée, ABC)[66]
- 2007 : See Jayne Run (série télévisée, ABC)[67]
- 2011 : The Assistants (série télévisée, CBS)[68],[69]

## Téléfilms
- 1981 : The Return of the Beverly Hillbillies de Robert M. Leeds (Heather) - non créditée[70]
- 1981 : Twirl de Gus Trikonis (Cherie Sanders)[71]
- 1984 : Implosion trois (City Killer) de Robert Lewis (Andrea McKnight)[72]
- 1988 : Rock 'n' Roll Mom (inédit en France) de Michael Schultz (Darcy X)[73]
- 1990 : The Big Slice (aka Jury Duty: The Comedy et The Great American Sex Scandal, inédit en France) de Michael Schultz (Rita Burwald)[74]
- 1990 : Rich Men, Single Women (inédit en France) de Elliot Silverstein (Tori)
- 1991 : Charme mortel (Her Wicked Ways) de Richard Michaels (Melody Shepherd)[75]
- 1991 : Dynastie : La Réunion (Dynasty: The Reunion) de Irving J. Moore (Sammy-Jo Dean Reece Carrington Fallmont)[76]
- 1992 : Illusions  de Victor Kulle (Jan Sanderson)[77]
- 1992 : Mauvaises rencontres (Highway Heartbreaker) de Paul Schneider (Alex)[78]
- 1992 : Body Language de Arthur Allan Seidelman (Betsy)[79]
- 1993 : Caméra sur cour (Fade to Black) de John McPherson (Victoria)[80]
- 1995 : Texas Justice de Dick Lowry (Priscilla Davis)[81]
- 1996 : Les Démons du passé (Shattered Mind, aka The Terror Inside) de Stephen Gyllenhaal (Suzy/Bonnie/Ginger/Victoria/DJ)[82]
- 2007 : Captive du souvenir (Angels Fall) de Ralph Hemecker (Reese Gilmore)[83]
- 2008 : Flirt à Hawaï (Flirting with Forty) de Mikael Salomon (Jackie Laurens)[84]
- 2011 : Un peu, beaucoup, à la folie (He Loves Me) de Jeff Renfroe (Laura)[85]
- 2016 : La Guerre des ex (The Game of Love) de Farhad Mann (Frankie Cornell)[86]
- 2021 : Don't Sweat The Small Stuff: The Kristine Carlson Story : Kristine Carlson
- 2024 : Mormon Mom Gone Wrong: The Ruby Franke Story : Jodi Hildebrandt

## Théâtre
La seule expérience théâtrale de Heather Locklear est dans la pièce I Hate Hamlet, une comédie dramatique mise en scène par Avery Schreiber avec Robert Vaughn dans le rôle principal. Ils ont joué ensemble durant l'été 1992 au Jupiter Theater en Floride.

## Anecdotes
1. Locklear a retrouvé son ancien partenaire de Hooker (1982), William Shatner, au cours des deux premiers épisodes de la deuxième saison de Boston Justice (2005)[89]. En 1999, c'est avec un autre acteur de la série policière, James Darren, qu'elle partageait quelques scènes dans la septième saison de Melrose Place[90].
2. Locklear et l'acteur Charlie Sheen ont partagé l'affiche à quatre occasions, dans les films Argent comptant (1997) et Scary Movie V (2013), ainsi que dans les séries Spin City (2000-2002) et Mon oncle Charlie (2004)[91].
3. Dans l'épisode d'Ally McBeal dans lequel elle apparaît à la fin de la cinquième saison, Heather Locklear joue un rôle écrit pour elle par David E. Kelley. Son personnage est bigame[92], il est marié depuis 1982 avec un certain Peter et depuis 1994 avec un certain Steven. Or, si on échange les prénoms, l'année 1982 correspond au mariage de Sammy Jo (Locklear) et Steven dans Dynastie et 1994 à l'année de la rencontre entre Amanda (Locklear) et Peter dans Melrose Place (c'est en 1996 qu'ils se marient pour la première fois). Locklear a participé à une seconde série produite par David E. Kelley, Boston Justice.
4. Locklear a joué dans deux séries produites par Bill Lawrence, Spin City et Scrubs[93].
5. Locklear est une des rares comédiennes à tenir deux rôles réguliers dans deux programmes diffusés au même moment : le drame sentimental Dynastie et le drame policier Hooker[94].
6. Locklear et l'actrice Linda Gray ont partagé l'affiche à deux reprises, dans le téléfilm Mauvaises rencontres (1992) et dans la seconde saison de Melrose Place (1994).